# Persuasion (téléfilm, 2007)
Persuasion est un téléfilm britannique de 93 min (120 min avec les interruptions publicitaires) en première diffusion le 1er avril 2007 au Royaume-Uni sur ITV 1. Réalisé par Adrian Shergold sur un scénario de Simon Burke d'après le roman éponyme de Jane Austen, il est produit par Clerkenwell Films en association avec WGBH-Boston. Le tournage s’est déroulé en partie à Bath et à Lyme Regis, en septembre 2006. C'est la quatrième adaptation du roman de Jane Austen pour le petit écran.

## Synopsis

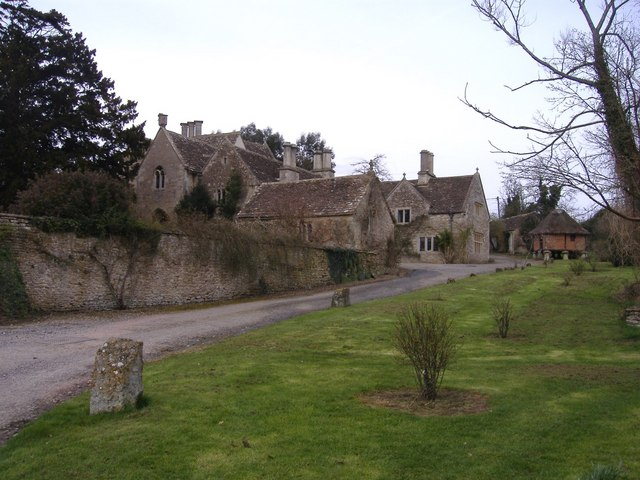
Sheldon Manor, qui figure Uppercross

Anne Elliot, paisible et solitaire jeune femme de 27 ans, est la deuxième fille de Sir Walter, un baronnet orgueilleux qui se retire à Bath avec sa fille aînée, Elizabeth, parce qu'il n'a plus les moyens d'entretenir sa propriété de Kellynch, qu'il est obligé de louer à l'amiral et à Mrs Croft. Anne, dont la présence n'est pas souhaitée à Bath, et qui n'a pas envie de quitter la région qu'elle aime, reste provisoirement à Uppercross, chez sa sœur cadette, Mary, et son beau-frère Charles Musgrove.
Mais les Croft n'arrivent pas seuls : Frederick Wentworth, le frère de Mme Croft, doit venir habiter avec eux.
Or Anne, huit ans auparavant, a rompu, sur les conseils de son amie Lady Russell, ses fiançailles avec Frederick, à l'époque jeune lieutenant prometteur mais sans fortune. Blessé, il a repris la mer et fait une belle carrière.
Elle ne l'a jamais oublié. Il revient maintenant, capitaine et riche, bien décidé à se marier. Henriette et Louise Musgrove, les jeunes et jolies sœurs de Charles, papillonnent autour de lui. La vivacité de Louise semble lui plaire, car il est bien décidé à ignorer Anne… jusqu'à ce jour, à Lyme Regis, où l'air marin la faisant rayonner, un homme la regarde avec admiration. Et quand Louise fait une mauvaise chute, elle réagit avec compétence et efficacité. Mais ne s'est-il pas trop affiché avec Louise ?
Anne rejoint finalement sa famille à Bath, persuadée que Frederick Wentworth va épouser Louise. Les Musgrove et les Croft se rendent aussi à Bath, où Wentworth les rejoint et découvre qu'Anne est courtisée par l'héritier de son père, Mr Elliot, l'homme de Lyme Regis… Saura-t-elle lui faire comprendre que Mr Elliot ne l'intéresse pas ? Saura-t-il dépasser sa vanité blessée et redemander sa main ?

## Fiche technique
- Titre original : Persuasion
- Réalisation : Adrian Shergold
- Scénario : Simon Burke

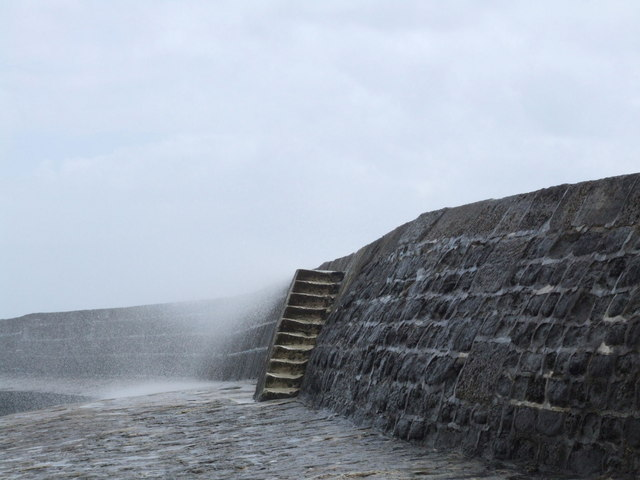
Les escaliers du Cobb

- Directeur de la photographie : David Odd
- Chorégraphie : Jane Gibson
- Musique originale : Martin Phipps
- Création des costumes : Andrea Galer
- Maquillage : Pamela Haddock
- Producteur exécutif pour WGBH : Rebecca Eaton (en)
- Producteur exécutif : Murray Fergusson
- Production : David Snodin

## Distribution
- Sally Hawkins : Anne Elliot

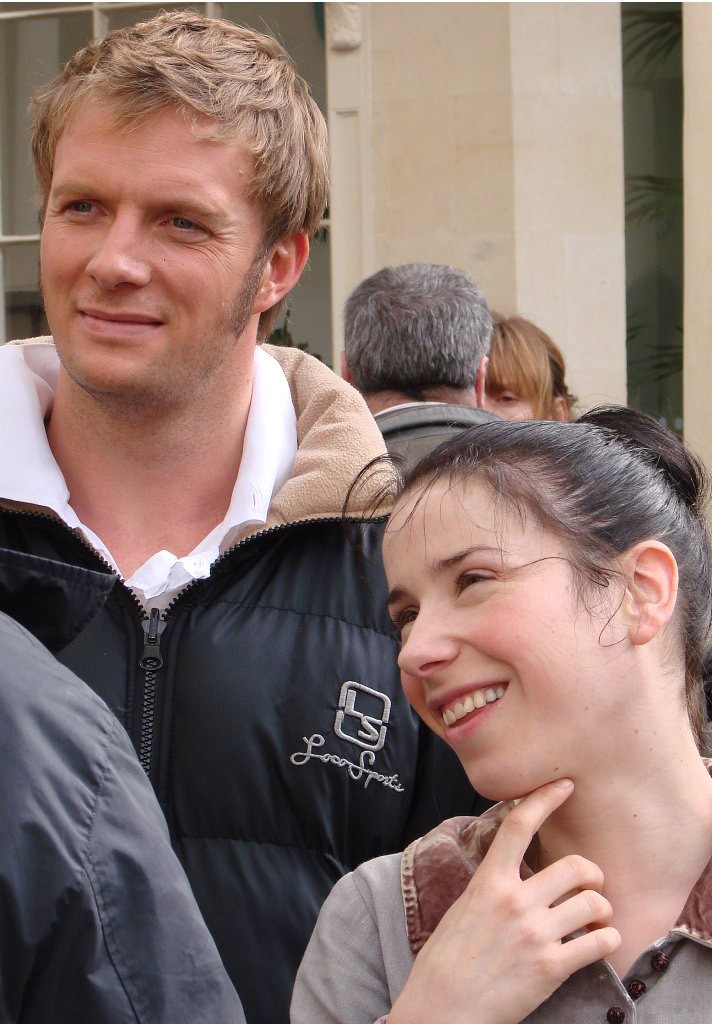
Rupert Penry-Jones et Sally Hawkins, à Bath, pendant le tournage

- Rupert Penry-Jones : le capitaine Frederick Wentworth
- Anthony Head : Sir Walter Elliot, baronnet
- Julia Davis : Elizabeth Elliot, la sœur aînée
- Amanda Hale (en) : Mary Elliot, la benjamine, épouse de Charles Musgrove
- Tobias Menzies : William Elliot, l'héritier présomptif du domaine
- Sam Hazeldine : Charles Musgrove
- Rosamund Stephen : Henrietta Musgrove, jeune sœur de Charles
- Jennifer Higham (en) : Louisa Musgrove, la plus jeune sœur de Charles
- Stella Gonet (en) : Mrs Musgrove
- Nicholas Farrell : Mr Musgrove
- Peter Wight : l’amiral Croft
- Marion Bailey : Mrs Croft
- Alice Krige : Lady Russell
- Joseph Mawle : le capitaine Harry Harville
- Finlay Robertson : le capitaine James Benwick
- Maisie Dimbleby : Mrs Smith
- Tilly Tremayne : la Vicomtesse Dalrymple
- Michael Fenton-Stevens (en) : Mr Shepherd, homme de loi de Sir Walter
- Mary Stockley (en) : Mrs Clay, sa fille
- Louis Shergold : le petit Charles
- Sarah Buckland : Mrs Rooke, l'infirmière

## Lieux de tournage

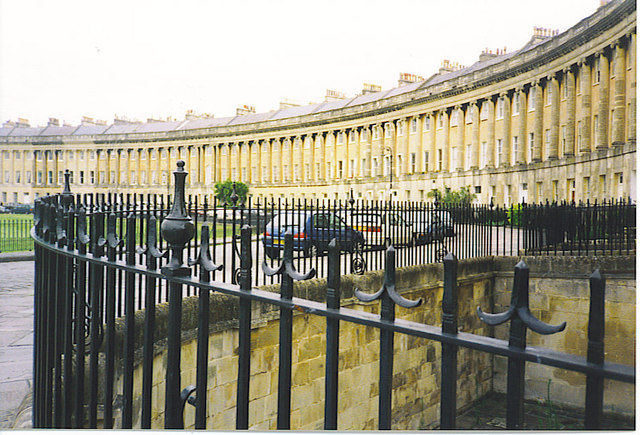
Royal Crescent, qu'Anne longe en courant pour rattraper Wentworth

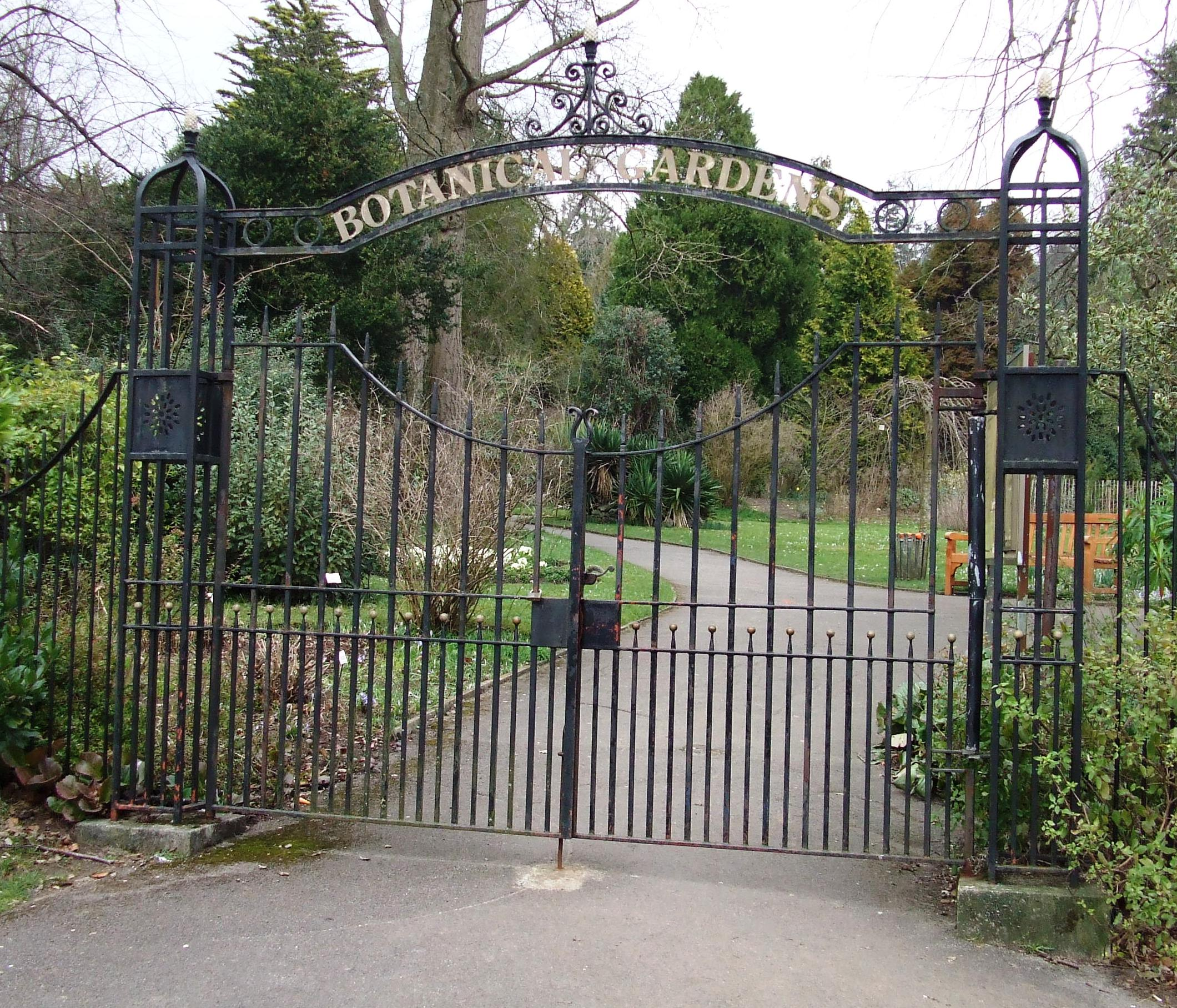
L'entrée du jardin botanique de Royal Victoria Park, à Bath

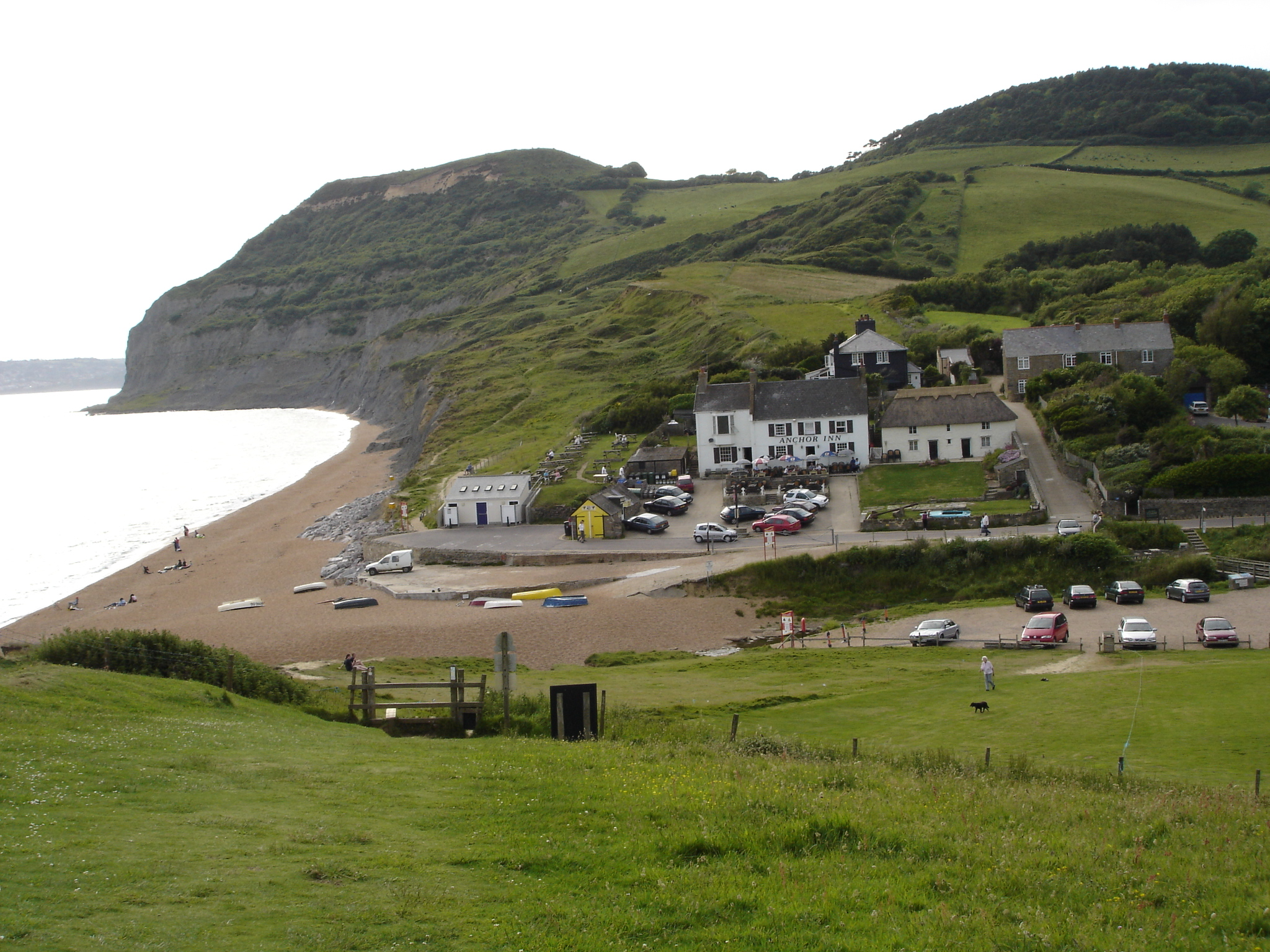
la plage de Seatown

- Bath, Somerset, Angleterre, Royaume-Uni
- Assembly Rooms, Bath, Somerset, Angleterre, Royaume-Uni
- Pump Room, les bains romains, Bath, Somerset, Angleterre, Royaume-Uni
- Jardin botanique de Royal Victoria Park, Bath, Somerset, Angleterre, Royaume-Uni

conversation avec Lady Russell
- Number One, Royal Crescent, Bath, Somerset, Angleterre, Royaume-Uni

les extérieurs de Camden Place
- Lyme Regis, Dorset, Angleterre, Royaume-Uni

le Cobb
- Seatown, Dorset, Angleterre, Royaume-Uni

arrivée à Lyme, plage
- Manor House, Great Chalfield, Wiltshire, Angleterre, Royaume-Uni

Relais de poste de Lyme (extérieurs) / marche dans la campagne / chambre d'Anne à Uppercross)
- Neston Park (en), Corsham, Wiltshire, Angleterre, Royaume-Uni

Kellynch Hall / intérieurs de Camden Place)
- Sheldon Manor (en), Chippenham, Wiltshire, Angleterre, Royaume-Uni

Upper Cross, la grande maison

## Récompenses
En 2007, au Festival de télévision de Monte-Carlo Anthony Head et Rupert Penry-Jones sont nommés dans la catégorie « Meilleur acteur dans une série dramatique ». Sally Hawkins, Alice Krige, Julia Davis le sont aussi, dans la catégorie « Meilleure actrice dans une série dramatique ». Sally Hawkins reçoit la Nymphe d'Or de la meilleure actrice.

Kevin Horsewood, coloriste, est récompensé la même année par la Royal Television Society dans la catégorie « Meilleurs effets visuels, amélioration de l'image » (Best Visual Effects - Picture Enhancement).
L'année suivante, Sally Hawkins reçoit le trophée de la meilleure actrice décerné par la Royal Television Society.
Tandis qu'Adrian Shergold est nommé dans la catégorie « Meilleur réalisateur » aux BAFTA 2008.

## Vidéographie
- zone 2 : Persuasion, Koba Films, sorti le 28 octobre 2009 (édition BBC vidéo), Langue : Français et Anglais, sous-titres : Français ; (ASIN B002GCKNEI),  (EAN 5-051889-006985)